# Стів Бушемі
Сті́вен Ві́нсент «Стів» Буше́мі (англ. Steven Vincent «Steve» Buscemi; нар. 13 грудня 1957) — американський актор кіно і телебачення, режисер. Лауреат премії «Золотий глобус».

## Біографія
Стівен народився в ірландсько-італійській родині Дороті і Джона Бушемі, в якій було четверо дітей: сам Стів і його брати — Йон, Кен і Майкл. Предки батька були родом з сицилійського міста Менфі, сам він — ветеран Корейської війни — працював асенізатором. Мати — ірландка, працювала офіціанткою в мережі Howard Johnson's. Стів закінчив школу «Уеллі — Стрім Сентрал» на Лонг-Айленді. На початку 1980-х років служив пожежником у Нью-Йорку. У 1984 році переїхав до Голівуду.
Стів Бушемі одружений з акторкою та режисеркою Джо Андрес. У 1991 в них народився син Лусіан, який знявся разом із батьком у фільмі «Під покровом крон» і в серіалі «Клан Сопрано».
У кількох режисерських роботах Стіва знявся його брат, теж актор, — Майкл Бушемі.

## Кар'єра
У кінематографічному світі Стів має репутацію шановного актора, попри те що, як правило, грає другорядні, чи навіть епізодичні ролі. Він відомий гострохарактерними ролями бандитів, кілерів та інших негативних персонажів. Стів володіє індивідуальною манерою акторської гри, яка зразу запам'ятовується і поєднує ексцентричність і емоційність.
Він зіграв містера Рожевого (одного з учасників пограбування) в «Скажених псах», дрібного і балакучого шахрая Мінка в «Перехресті Міллера» і Карла Шовальтера в «Фарґо», маніяка Ґарленда Ґріна в «Повітряній в'язниці», недалекого любителя боулінгу Донні в «Великому Лебовські» і геолога Рокхаунда в «Армагеддоні». Найбільш відомий роботами з братами Коен і Квентіном Тарантіно. Товаришує з Адамом Сендлером і знімається у всіх стрічках з його участю, іноді в дуже маленьких ролях.
Одну зі своїх найбільших ролей Бушемі зіграв у фільмі «Світ примар», за який був номінований на «Золотий глобус».
У 2004 році Бушемі з'явився в п'ятнадцяти епізодах телесеріалу «Клан Сопрано», де зіграв Тоні Бландетто — кузена і друга дитинства головного героя. До цього він виступив як режисер однієї з серій третього і четвертого сезонів, а також зіграв стража райських воріт уві сні Тоні Сопрано.
З 2010 року Стів грає головного героя у серіалі телеканалу HBO «Підпільна імперія» — «Накі» Томпсона, політика, боса злочинного світу і скарбника міста Атлантик-Сіті. За цю роль Стів Бушемі був нагороджений у січні 2011 році премією «Золотий глобус» у номінації «Найкращий актор драматичного телесеріалу».

## Фільмографія

### Актор

#### Фільми
| Рік  |     | Українська назва                       | Оригінальна назва                                             | Роль                          |
| ---- | --- | -------------------------------------- | ------------------------------------------------------------- | ----------------------------- |
| 1985 | ф   |                                        | The Way it Is                                                 | Віллі / Рафаель               |
| 1985 | кф  |                                        | Tommy's                                                       | Томмі                         |
| 1986 | ф   |                                        | Sleepwalk                                                     | робітник                      |
| 1986 | ф   |                                        | Parting Glances                                               | Нік                           |
| 1986 | ф   |                                        | No Picnic                                                     | Мертвий сутенер               |
| 1986 | ф   |                                        | Film House Fever                                              | Тоні                          |
| 1987 | кф  |                                        | Arena Brains                                                  | агент                         |
| 1987 | ф   |                                        | Kiss Daddy Goodnight                                          | Джонні                        |
| 1987 | ф   |                                        | Heart                                                         | Нікі                          |
| 1987 | ф   |                                        | Call Me                                                       | Свічблейд                     |
| 1988 | ф   |                                        | Heart of Midnight                                             | Едді                          |
| 1988 | ф   |                                        | Vibes                                                         | Фред                          |
| 1989 | кф  | Кава та цигарки                        | Coffee and Cigarettes                                         | Офіціант                      |
| 1989 | ф   |                                        | Slaves of New York                                            | Вільфредо                     |
| 1989 | ф   | Таємничий потяг                        | Mystery Train                                                 | Чарлі                         |
| 1989 | ф   | Нью-Йорські історії                    | New York Stories                                              | Григорі Старк                 |
| 1989 | ф   | Бродвейські гончі                      | Bloodhounds of Broadway                                       | Віллі                         |
| 1990 | ф   | Казки з темного боку                   | Tales from the Darkside: The Movie                            | Беллінгем                     |
| 1990 | ф   | Король Нью-Йорка                       | King of New York                                              | Тест Тьюб                     |
| 1990 | ф   | Перехрестя Міллера                     | Miller's Crossing                                             | Мінк                          |
| 1990 | ф   | Сила обставин                          | Force of Circumstance                                         | фермер                        |
| 1991 | ф   | Зендалі                                | Zandalee                                                      | крадій                        |
| 1991 | ф   | Бартон Фінк                            | Barton Fink                                                   | Чет                           |
| 1991 | ф   |                                        | Life Is Nice                                                  | клерк                         |
| 1991 | ф   | Біллі Батгейт                          | Billy Bathgate                                                | Ірвінг                        |
| 1992 | ф   | У супі                                 | In The Soup                                                   | Адольфо Ролло                 |
| 1992 | ф   | Скажені пси                            | Reservoir Dogs                                                | містер Рожевий                |
| 1992 | ф   |                                        | CrissCross                                                    | торговець наркотиками         |
| 1992 | кф  |                                        | What Happens to Pete                                          | незнайомець                   |
| 1993 | ф   | Двадцять доларів                       | Twenty Bucks                                                  | Френк                         |
| 1993 | ф   | Клауд                                  | Claude                                                        | Денні                         |
| 1993 | ф   | Сонце, що сходить                      | Rising Sun                                                    | Віллі Вільгельм               |
| 1993 | ф   |                                        | Ed And His Dead Mother                                        | Ед Чілтон                     |
| 1994 | ф   |                                        | The Search for One-eye Jimmy                                  | Ед Хойт                       |
| 1994 | ф   | Підручний Гадсакера                    | The Hudsucker Proxy                                           | бармен                        |
| 1994 | ф   |                                        | Somebody to Love                                              | Міккі                         |
| 1994 | ф   | Пустоголові                            | Airheads                                                      | Рекс                          |
| 1994 | ф   | Кримінальне чтиво                      | Pulp Fiction                                                  | офіціант у образі Бадді Голлі |
| 1994 | ф   | Плутанина                              | Floundering                                                   | Нед                           |
| 1994 | ф   | Кого я повинен вбити?                  | Who Do I Gotta Kill?                                          | Фред                          |
| 1995 | ф   | Біллі Медісон                          | Billy Madison                                                 | Денні Макграт                 |
| 1995 | ф   | Життя в забутті                        | Living in Oblivion                                            | Нік Рів                       |
| 1995 | ф   | Чим зайнятися мерцю в Денвері          | Things to Do in Denver When You're Dead                       | Містер Тссс                   |
| 1995 | ф   | Відчайдушний                           | Desperado                                                     | Бушемі                        |
| 1996 | ф   | Фарґо                                  | Fargo                                                         | Карл Шоволтер                 |
| 1996 | ф   | Втеча з Лос-Анджелеса                  | Escape from L.A.                                              | Едді                          |
| 1996 | кф  | Чорні повітряні змії                   | Black Kites                                                   | батько                        |
| 1996 | ф   | Під покровом крон                      | Trees Lounge                                                  | Томмі                         |
| 1996 | ф   | Канзас-Сіті                            | Kansas City                                                   | Джонні Флінн                  |
| 1997 | ф   | Повітряна тюрма                        | Con Air                                                       | Гарданд Грін                  |
| 1997 | ф   | Справжня блондинка                     | The Real Blonde                                               | Нік Рів                       |
| 1998 | ф   | Великий Лебовські                      | The Big Lebowski                                              | Донні                         |
| 1998 | док |                                        | Divine Trash                                                  | у ролі самого себе            |
| 1998 | ф   |                                        | The Impostors                                                 | Happy Franks                  |
| 1998 | ф   | Співак на весіллі                      | Kansas City                                                   | Дейв                          |
| 1998 | ф   | Армагеддон                             | Armageddon                                                    | Рокгаунд                      |
| 1998 | ф   |                                        | Louis & Frank                                                 | Дрексель                      |
| 1999 | ф   | Великий тато                           | Big Daddy                                                     | бездомний                     |
| 2000 | ф   | 28 днів                                | 28 Days                                                       | Корнелл Шоу                   |
| 2000 | ф   | Звірофабрика                           | Animal Factory                                                | Госспак                       |
| 2001 | ф   | Світ примар                            | Ghost World                                                   | Сеймур                        |
| 2001 | ф   | Остання фантазія: Духи всередині       | Final Fantasy: The Spirits Within                             | Нейл Флемінг                  |
| 2001 | ф   | Сіра зона                              | The Grey Zone                                                 | «Геш» Абрамович               |
| 2001 | ф   | Шкереберть                             | Double Whammy                                                 | Джеррі Каббінс                |
| 2001 | ф   | Прихована загроза                      | Domestic Disturbance                                          | Рей Коулмен                   |
| 2001 | мф  | Корпорація монстрів                    | Monsters, Inc.                                                | Рендалл Боггс                 |
| 2002 | ф   | Мільйонер мимоволі                     | Mr. Deeds                                                     | Божевільні Очі                |
| 2002 | ф   | 13 місяців                             | 13 Moons                                                      | божевільний клоун             |
| 2002 | ф   | Любов у часи, коли гроші вирішують все | Love in the Time of Money                                     | Мартін                        |
| 2002 | ф   | Діти шпигунів 2                        | Spy Kids 2: Island of Lost Dreams                             | Ромеро                        |
| 2003 | ф   | Діти шпигунів-3D: Кінець гри           | Spy Kids 3-D: Game Over                                       | Ромеро                        |
| 2003 | ф   | Велика риба                            | Big Fish                                                      | Нортер Уінслоу                |
| 2004 | мф  | Не бий копитом                         | Home on the Range                                             | Уеслі                         |
| 2005 | кф  |                                        | Who's the Top                                                 | Каймон                        |
| 2005 | ф   | Острів                                 | The Island                                                    | Маккорд                       |
| 2005 | ф   | Романтика та сигарети                  | Romance & Cigarettes                                          | Анджело                       |
| 2006 | ф   | Таємниця школи мистецтв                | Art School Confidential                                       | Боб Д'Аннунціо                |
| 2006 | ф   | Париж, я люблю тебе                    | Paris, je t'aime                                              | турист                        |
| 2006 | мф  | Будинок-монстр                         | Monster House                                                 | Містер Ніберкрекер            |
| 2006 | ф   | Павутиння Шарлотти                     | Charlotte's Web                                               | Темплтон                      |
| 2006 | ф   | Схиблений                              | Delirious                                                     | Галантин                      |
| 2007 | ф   |                                        | I Think I Love My Wife                                        | Джордж                        |
| 2007 | ф   | Інтерв’ю                               | Interview                                                     | П’єр Пітерс                   |
| 2007 | ф   | Чак і Ларрі: Запальні молодята         | I Now Pronounce You Chuck & Larry                             | Клінт Фітцер                  |
| 2007 | кф  |                                        | I'm Dirty!                                                    | Екскаватор-навантажувач       |
| 2008 | мф  | Ігор                                   | Igor                                                          | Скампер                       |
| 2009 | ф   | Джон Рабе                              | John Rabe                                                     | Доктор Роберт Вілсон          |
| 2009 | мф  | Бригада М                              | G-Force                                                       | Бакі                          |
| 2009 | ф   | Посланець                              | The Messenger                                                 | Дейл Мартін                   |
| 2009 | ф   |                                        | Handsome Harry                                                | Томас Келлі                   |
| 2009 | ф   | Святий Джон із Лас-Вегаса              | Saint John of Las Vegas                                       | Джон                          |
| 2009 | ф   | Бунтівна юність                        | Youth in Revolt                                               | Джордж Твісп                  |
| 2010 | ф   | Однокласники                           | Grown Ups                                                     | Вайлі                         |
| 2010 | ф   |                                        | Pete Smalls Is Dead                                           | Барні Лейк                    |
| 2010 | ф   |                                        | The Chosen One                                                | Ніл                           |
| 2011 | кф  |                                        | Fight for Your Right Revisited                                | Уолтер                        |
| 2011 | ф   | Бастіон                                | Rampart                                                       | Білл Благо                    |
| 2012 | ф   | На дорозі                              | On the Road                                                   | продавець                     |
| 2012 | мф  | Монстри на канікулах                   | Hotel Transylvania                                            | Вейн                          |
| 2013 | ф   | Неймовірний Берт Вандерстоун           | The Incredible Burt Wonderstone                               | Ентон Марвелтон               |
| 2013 | мф  | Університет монстрів                   | Monsters University                                           | Рендалл Боггс                 |
| 2013 | ф   | Однокласники 2                         | Grown Ups 2                                                   | Вайлі                         |
| 2013 | мф  | Король сафарі                          | Khumba                                                        | Скалк                         |
| 2014 | ф   |                                        | Time Out of Mind                                              | Арт                           |
| 2014 | кф  |                                        | My Depression                                                 | думки про самогубство         |
| 2014 | ф   | Швець                                  | The Cobbler                                                   | Джиммі                        |
| 2015 | мф  | Монстри на канікулах 2                 | Hotel Transylvania 2                                          | Вейн                          |
| 2015 | ф   | Безглузда шістка                       | The Ridiculous 6                                              | Док Гріффін                   |
| 2016 | кф  |                                        | Mildred & The Dying Parlor                                    | Рік                           |
| 2016 | ф   |                                        | Norman: The Moderate Rise and Tragic Fall of a New York Fixer | Рабі Блюменталь               |
| 2017 | мф  | Бебі бос                               | The Boss Baby                                                 | Френсіс Е. Френсіс            |
| 2017 | ф   | Трансформери: Останній лицар           | Transformers: The Last Knight                                 | Дейтрейдер                    |
| 2017 | ф   | Покладіться на Піта                    | Lean on Pete                                                  | Дель Монтгомері               |
| 2017 | ф   | Смерть Сталіна                         | The Death of Stalin                                           | Хрущов Микита Сергійович      |
| 2018 | ф   | Ненсі                                  | Nancy                                                         | Лео Лінч                      |
| 2018 | ф   |                                        | The Week Of                                                   | Чарльз                        |
| 2018 | мф  | Монстри на канікулах 3                 | Hotel Transylvania 3: Summer Vacation                         | Вейн                          |
| 2019 | ф   | Мертві не вмирають                     | The Dead Don't Die                                            | фермер Міллер                 |
| 2020 | ф   |                                        | The King of Staten Island                                     | Папа                          |
| 2020 | ф   |                                        | Hubie Halloween                                               | Вальтер Ламберт               |
| 2022 | мф  | Монстри на канікулах 4                 | Hotel Transylvania: Transformania                             | Вейн                          |
| 2024 | мф  | Трансформери: Початок                  | Transformers One                                              | Старскрім                     |
|      | ф   | Клара і сонце                          | Klara and the Sun                                             |                               |

#### Телебачення
| Рік       |    | Українська назва                       | Оригінальна назва                  | Роль                                        |
| --------- | -- | -------------------------------------- | ---------------------------------- | ------------------------------------------- |
| 1986      | с  | Поліція Маямі                          | Miami Vice                         | Ріклз                                       |
| 1992      | с  | У захваті від тебе                     | Mad About You                      | Хауі Балінджер                              |
| 1993      | с  | Байки зі склепу                        | Tales from the Crypt               | Айк                                         |
| 1998—2011 | с  | Суботнього вечора в прямому ефірі      | Saturday Night Live                | у ролі самого себе                          |
| 2003—2007 | мс | Сімпсони                               | The Simpsons                       | у ролі самого себе / Дуайт (голос)          |
| 2004—2006 | с  | Клан Сопрано                           | The Sopranos                       | Тоні Бландетто                              |
| 2007—2013 | с  | 30 потрясінь                           | 30 Rock                            | Ленні Восняк                                |
| 2008      | с  | Швидка допомога                        | ER                                 | Арт Мастерсон                               |
| 2010—2014 | с  | Підпільна імперія                      | Boardwalk Empire                   | Енох «Накі» Томпсон                         |
| 2014—2015 | с  |                                        | Park Bench with Steve Buscemi      | у ролі самого себе                          |
| 2015      | с  | Події минулого тижня з Джоном Олівером | Last Week Tonight with John Oliver | у ролі самого себе / шеф                    |
| 2016      | с  | Хорас та Піт                           | Horace and Pete                    | Піт                                         |
| 2016      | мс | Закусочна Боба                         | Bob's Burgers                      | Том Інокенті (голос)                        |
| 2016—2019 | с  | Незламна Кіммі Шмідт                   | Unbreakable Kimmy Schmidt          | у ролі самого себе                          |
| 2017      | мс | Губка Боб Квадратні Штани              | SpongeBob SquarePants              | Дорсад Ден (голос)                          |
| 2017      | с  | Електричні сни Філіпа К. Діка          | Philip K. Dick's Electric Dreams   | Ед Морріс                                   |
| 2019—2023 | с  | Чудотворці                             | Miracle Workers                    | Бог Едді Шитшовелер Бенні Морріс Рубінштайн |
| 2020      | мс |                                        | Scooby-Doo and Guess Who?          | у ролі самого себе (голос)                  |
| 2021      | мс | Рік та Морті                           | Rick and Morty                     | Едді (голос)                                |
| 2025      | с  | Венздей                                | Wednesday                          | Баррі Дорт                                  |

### Режисер, сценарист, продюсер
| Рік       |     | Українська назва          | Оригінальна назва             | Роль                |
| --------- | --- | ------------------------- | ----------------------------- | ------------------- |
| 1996      | ф   |                           | Trees Lounge                  | режисер, сценарист  |
| 1998      | с   |                           | Homicide: Life on the Street  | режисер             |
| 1999—2001 | с   | В'язниця Оз               | Oz                            | режисер             |
| 2000      | ф   | Звірофабрика              | Animal Factory                | режисер, продюсер   |
| 2001—2006 | с   | Клан Сопрано              | The Sopranos                  | режисер             |
| 2002      | с   |                           | Baseball Wives                | режисер             |
| 2005      | ф   | Самотній Джим             | Lonesome Jim                  | режисер             |
| 2007      | ф   |                           | Interview                     | режисер, сценарист  |
| 2009—2011 | с   | Медсестра Джекі           | Nurse Jackie                  | режисер             |
| 2009—2012 | с   | 30 потрясінь              | 30 Rock                       | режисер             |
| 2009      | ф   | Святий Джон із Лас-Вегаса | Saint John of Las Vegas       | виконавчий продюсер |
| 2014—2015 | с   |                           | Park Bench with Steve Buscemi | режисер             |
| 2015—2017 | с   | Портландія                | Portlandia                    | режисер             |
| 2016      | с   | Любов                     | Love                          | режисер             |
| 2016      | с   | Незламна Кіммі Шмідт      | Unbreakable Kimmy Schmidt     | режисер             |
| 2018      | док |                           | Dreaming of a Vetter World    | продюсер            |
| 2020—2021 | с   | Чудотворці                | Miracle Workers               | режисер             |
| 2022      | ф   |                           | The Listener                  | режисер             |

## Нагороди та номінації

### Нагороди
- 1993 — Премія «Незалежний дух» за фільм «Скажені пси» (Найкраща чоловіча роль другого плану)
- 2010 — Премія Гільдії кіноакторів США за серіал «Підпільна імперія» (Найкраща чоловіча роль в драматичному серіалі)
- 2011 — Премія «Золотий глобус» за серіал «Підпільна імперія» (Найкраща чоловіча роль в драматичному серіалі)

### Номінації
- 1997 — Премія каналу MTV за фільм «Фарґо» (Найкращий екранний дует)
- 2002 — Премія «Золотий глобус» за фільм «Світ примар» (Найкраща чоловіча роль другого плану)
- 2005 — Гран-прі кінофестивалю «Санденс» за фільм «Самотній Джим» (Найкращий драматичний фільм)